# Hszia-házbeli Mang

A Hszia (Xia)-dinasztia feltételezett elhelyezkedése

Hszia (Xia)-házbeli Mang (más néven: Huang (Huāng) 荒) a félig legendás Hszia (Xia)-dinasztia 9. uralkodója, aki a hagyományos kronológia szerint 18 évig (kb. i. e. 2014-1996) uralkodott.

## Származása, családja
Mang a dinasztia 8. uralkodójának, Huaj (Huai)nak a fia, aki apja halála után lépett trónra, és lett a Hszia (Xia)-dinasztia 9. uralkodója. A feltehetően i. e. 1996-ban bekövetkezett halála után fia, Hszie (Xie) követte a trónon.

## Élete
Életéről, akárcsak a legtöbb Xia (Hszia) uralkodónak az életéről meglehetősen kevés információt tartalmaznak a források. A korai történeti művek általában csak szűkszavú, a legfontosabb eseményekre koncentráló, kronologikus felsorolást tartalmaznak. Hszie (Xie) uralkodása idején a Bambusz-évkönyvek szerint a következők történtek:
- Trónra lépésére a zsen-sen (renshen) 壬申 naptári ciklusjelű évben került sor, melynek alkalmából drága jádetárgyakat ajándékozott a vazallusainak.[1]
- Uralkodása 13. évében a Keleti-tengernél vadászott, halászott, melynek során egy óriás halat fogott.[2]
- Uralkodása 33. évében a vazallus Sang (Shang) fejedelem, Ce-haj (Zihai) 子亥 áttelepítette székhelyét Sangcsiu (Shangqiu)ból 商丘 Jin (Yin)be 殷.[3]